# 茶園義男
茶園 義男（ちゃえん よしお、1925年 - 没年不明）は、日本の歴史家、昭和史研究家。徳島県生まれ。広島文理科大学哲学科卒。同大学院倫理学研究科四修。阿南工業高等専門学校教授。パシフィック・ウエスタン大学名誉教授、文学博士(未確認)。平成昭和研究所を主宰、戦争犯罪を研究。1994年、TBSテレビ「わたしは貝になりたい」の考証主幹。

## 著書
- 安田学園五十年史 安田学園、1965.
- 太陽の花 茶園義男詩集 徳島同友会、1967.
- 高専全寮教育 理論と実践 徳島県教育会、1968.
- 雪渓カワラゲの歌 茶園義男歌集 平惣書店、1968.
- 学徒勤労動員 戦時教育と戦後 徳島県教育会、1969.
- 本土決戦四国防衛軍 徳島県出版文化協会、1971.
- 学徒勤労報国隊 徳島県出版文化協会、1972.
- 日常の哲学的課題 茶園義男論集 徳島県教育会、1973. とくしま新書
- 青年学校論 教育出版センター、1978.10.
- 昭和戦史の四国 教育出版センター、1985.7.
- 本土決戦日本内地防衛軍 不二出版、1986.8.
- 密室の終戦詔勅 雄松堂出版、1989.4.
- 茶園義男論文集 BC級戦犯裁判関係.不二出版、1993.1

## 共編著
- 日本BC級戦犯資料 不二出版、1983.8.
- BC級戦犯軍事法廷資料. 広東編 不二出版、1984.8.
- BC級戦犯横浜裁判資料 不二出版、1985.8.
- 巣鴨プリズン・シベリア日本新聞 不二出版、1986.4.
- 大日本帝国内地俘虜収容所 不二出版、1986.12.
- BC級戦犯米軍マニラ裁判資料 不二出版、1986.8.
- 戦犯裁判の実相 補完 重松一義共著. 不二出版、1987.8.
- 大東亜戦下外地俘虜収容所 不二出版、1987.5. BC級戦犯関係資料集成
- BC級戦犯フィリピン裁判資料 不二出版、1987.12. BC級戦犯関係資料集成
- BC級戦犯英軍裁判資料 不二出版、1988-89. BC級戦犯関係資料集成
- BC級戦犯米軍上海等裁判資料 不二出版、1989.12. BC級戦犯関係資料集成
- BC級戦犯豪軍ラバウル裁判資料 不二出版、1990.5. BC級戦犯関係資料集成
- BC級戦犯豪軍マヌス等裁判資料 不二出版、1991.2. BC級戦犯関係資料集成
- BC級戦犯和蘭裁判資料・全巻通覧 不二出版、1992.3. BC級戦犯関係資料集成
- BC級戦犯中国・仏国裁判資料 不二出版、1992.3. BC級戦犯関係資料集成
- 図説戦争裁判スガモプリズン事典 編著. 日本図書センター、1994.11.
- シンガポール英軍法廷・華僑虐殺事件起訴詳報 編著. 不二出版、1995.9.
- 日本「戦犯学」博士の資料と報道 織田文二共編著. 教育出版センター、1997.12.
- 図説二・二六事件 編著 日本図書センター、2001.2.

## 参考
- 図説 二・二六事件 - 紀伊国屋書店BookWeb